# 火星1B號

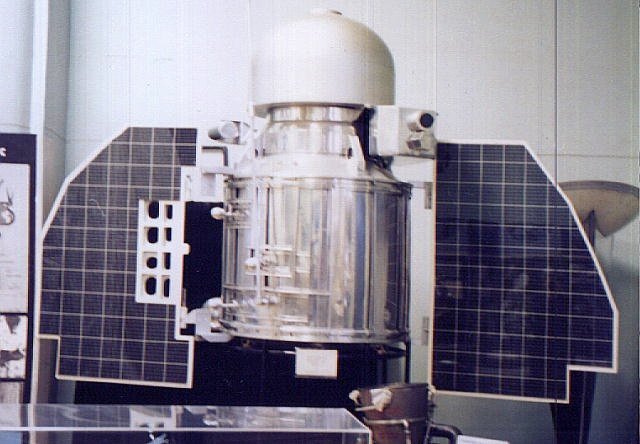
火星1B號

火星1B號（Mars 1M）又稱為Marsnik 2, Korabl 5或Mars 1960B，是蘇聯的火星無人探測器，也是蘇聯首次探索火星的計畫，它與火星1A號完全一樣，是火星計劃最早發射的探測器。火星1B號目的是研究火星附近的宇宙射線、磁場、微隕石和大氣環境、有機物構成，但是它在1960年10月14日發射後，第三節火箭故障，任務失敗。

## 連結
- The Soviet Mars program, Professor Chris Mihos, Case Western Reserve University